# Anderson Gray McKendrick
Anderson Gray McKendrick   (Edimburg, 8 de setembre de 1876 - Speyside, 30 de maig de 1943) va ser un epidemiòleg i matemàtic escocès, que va establir mètodes estadístics i matemàtics en l'estudi de les epidèmies.

## Vida i obra
McKendrick era fill del catedràtic de fisiologia de la universitat de Glasgow John Gray McKendrick. Ell mateix va estudiar medicina en aquesta universitat en la qual es va graduar el 1900, ingressant a continuació al Indian Medical Service (IMS). Abans de ser destinat a l'Índia, va ser destinat a Sierra Leone en una operació anti-malària a les ordres de Ronald Ross, qui el va estimular a l'estudi de models matemàtics de difusió de l'epidèmia. Els nous incorporats al IMS (que era un servei mèdic militar) havien de fer un període d'instrucció militar, que McKendrick va fer durant 18 mesos a la Somàlia Britànica en una expedició contra el mahdí del Sudan.
El seu primer destí a Índia va ser a la ciutat de Nadia (Bengala Occidental), on ja va començar a mostrar el seu interès per la salut pública, reduint l'impacte de la disenteria a la presó de la ciutat. El 1905 va ser destinat al Institut Pasteur de Kasauli a la província del Panjab, on va començar l'estudi sistemàtic de les matemàtiques aplicades. McKendrick va servir a l'Índia fins al 1920, arribant a ser tinent coronel del IMS.
Retornat a Edimburg va ser nomenat superintendent del laboratori de recerca de Reial Col·legi de Metges, càrrec que va mantenir fins a la seva jubilació el 1941. En aquesta posició va col·laborar amb el químic William Ogilvy Kermack, publicant una sèrie d'articles que van tenir una gran influència en el desenvolupament posterior de la teoria determinista de les epidèmies.
McKendrick va ser membre de la Royal Society of Edinburgh (1912) i de la Edinburgh Mathematical Society (1926).